# Bartramia breutelii
Bartramia breutelii là một loài rêu trong họ Bartramiaceae. Loài này được Schimp. ex Müll. Hal. mô tả khoa học đầu tiên năm 1858.